# Station Valthe
Station Valthe was een spoorwegstation van de voormalige Noordoosterlocaalspoorweg-Maatschappij in Valthe aan de spoorlijn Zwolle - Stadskanaal die is aangelegd door de Noordoosterlocaalspoorweg-Maatschappij (NOLS).
Het station van het NOLS-type halte is op 1 november 1905 geopend, en werd op 5 november 1945 gesloten. Het stationsgebouw werd gebouwd in 1904 en heeft een laag puntdak met een dwarsstaande vleugel. Architect van het gebouw is Eduard Cuypers. Het station van Valthe en die van de naburige dorpen Exloo en Weerdinge zijn de enige overgebleven stations van dit type. De gebouwen in Valthe en in Exloo zijn erkend als provinciaal monument
Assen ·
Beilen ·
Coevorden ·
Dalen ·
Emmen ·
-Zuid ·
Hoogeveen ·
Meppel ·
Nieuw Amsterdam

Zie ook: lijst van voormalige spoorwegstations in Drenthe
0: Zwolle ·
5: Herfte-Veldhoek ·
8: Marshoek-Emmen ·
12: Dalfsen ·
15: Rechteren ·
19: Vilsteren ·
23: Ommen ·
25: Sterkamp ·
29: Junne ·
31: Beerze ·
34: Mariënberg ·
37: Bergentheim ·
Brucht ·
42: Hardenberg ·
45: Baalder-Radewijk ·
48: Gramsbergen ·
50: De Haandrik ·
55: Coevorden ·
59: Dalen ·
62: Dalerveen ·
66: Nieuw Amsterdam ·
70: Emmen Zuid ·
71: Emmen Bargeres ·
72: Zuidbarge ·
75: Emmen ·
79: Weerdinge ·
82: Valthe ·
87: Exloo ·
93: Buinen ·
95: Drouwen ·
100: Gasselternijveen ·
103: Tweede Dwarsdiep ·
107: Stadskanaal
1. ↑  Norbruis, Obbe (2025): Eduard Cuypers Leven & Werk. Hoe hij verdween uit onze architectuurgeschiedenis en zijn gehele oeuvre, Edam, LM Publishers, ISBN 9789460229527 blz. 126-129